# Ieroboam

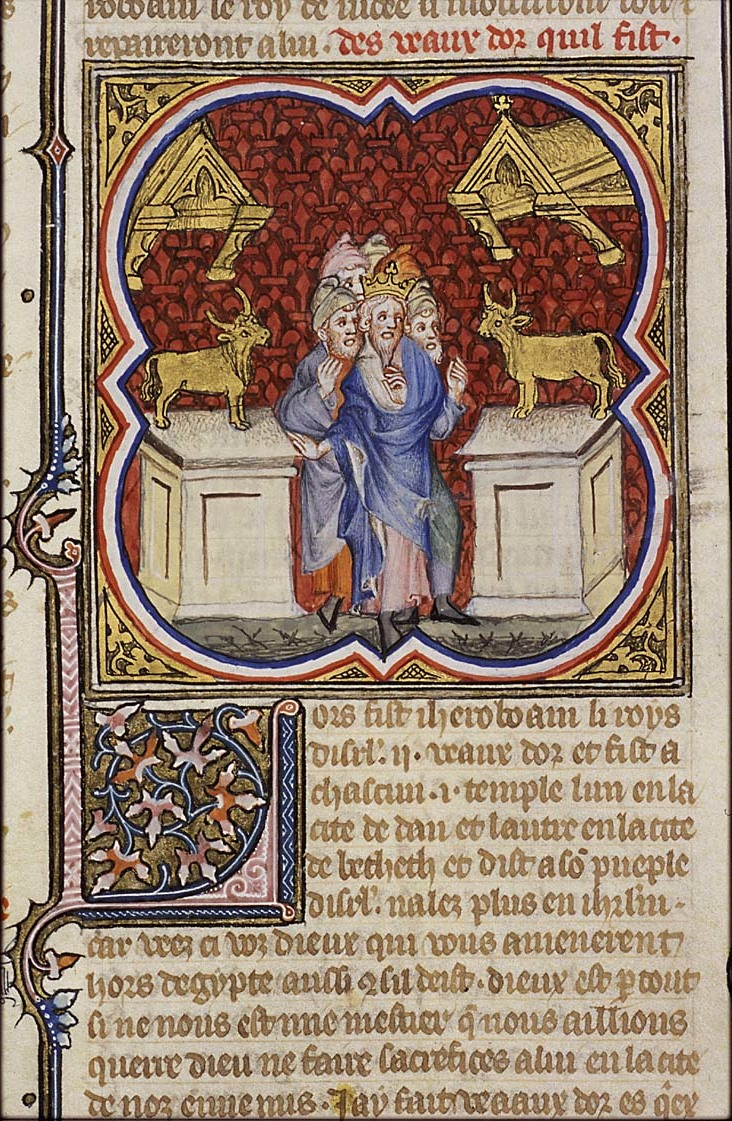

Ieroboam (în ebraică יָרָבְעָם, transliterat: Yaravam, în greacă Ιεροβοάμ, transliterat: Hieroboam) a fost primul rege al regatului israelit din nord după revolta a zece triburi israelite împotriva lui Roboam (Rehavam), fiul lui Solomon. Înainte de răscoală Ieroboam era slujitorul lui Solomon. Ieroboam a fost fiul lui Nebat (Nevat) și al văduvei Țerua.

## Biografie
„Cartea întâi a Regilor” relatează că, fiindcă era „tare și viteaz”, Ieroboam primește de la regele (Solomon) „privegherea peste toți oamenii de corvoadă din casa lui Iosif” și se întâlnește cu proorocul Ahia din Silo, care îi proorocește stăpânirea asupra a zece din semințiile regatului lui Solomon. Solomon încearcă să-l omoare pe Ieroboam, dar acesta se refugiază în Egipt, la faraonul Sheshonk, unde stă până la moartea urmăritorului său.

## Carieră Politică
Ieroboam a domnit 22 de ani ca rege al Israelului. William F. Albright datează domnia sa din 922 până în 901 î.Hr., în timp ce Edwin R. Thiele consideră că a domnit între 931 - 910 î.Hr.
Regele Iudeei Abia s-a luptat, ca și tatăl său Roboam, cu Ieroboam, regele Israelului. El l-a învins pe acesta în Munții Efraim, omorându-i cinci sute de mii de oameni, iar restul făcându-i prizonieri. Ieroboam a fugit și Abia a luat orașele Betel, Ieșana și Efron (III Regi 15:1-8 și II Cronici 13:1-22).
A fost un rege idolatru, care a nesocotit și a uzurpat preoția, din această cauză, după tradiție, casa sa ar fi fost nimicită complet de pe fața pământului. Ieroboam a fost pedepsit cu moartea de către Iosia pentru idolatrie, potrivit legii iudaice antice.

Regatul Iuda și Regatul Israel